# Солунтум
Солунтум или Солус је био древни град на тиренској обали Сицилије у близини данашње општине Санта Флавија у Италији. У античко доба, то је било једно од три главна феничанска насеља на острву.

## Имена
Пунско име града било је једноставно Капара (𐤊𐤐𐤓𐤀, кпрʾ), што значи 'село'.
Грчко име се у сачуваним новчићима појављује као Солонтинос (стгрч. ΣολοντινοςΣολοντινος), а у другим изворима као Солоеис (Σολοεις), Солоус (Σολους) и Солоунтинос. Неки научници тврде да су Солунтум и Солус били два различита града у непосредној близини, Солунтум, виши на падини, што је касније насеље које је измештало раније насеље Солус, на нижој надморској висини. Они су латинизовани као Солунтум и Солус, што је постало модерно италијанско име Солунто.

## Географија
Солунтум је лежао на 183 м надморске висине на југоисточној страни Монте Каталфано (373 м) и пружао је величанствен поглед на околни пејзаж. Налазио се око 16 км источно од Панормуса (савремени Палермо).

## Историја
Датум првог насељавања је – као и за Панормус (Палермо) – непознат. Из околине Панормуса, Солунтум је био једна од ретких колонија које су задржали Феничани када су попустили пред напредовањем грчких колонија на Сицилији и повукли се у северозападни угао острва. Тада је заједно са Панормом и Мотјом прешао у руке Картагињана, или је бар постао зависан од тог народа. Картагињански савез је настао 397. пне., када је моћно Дионисијево наоружање пољуљало лојалност већине њихових савезника; Дионисије је тада опустошио његову територију, али без ефекта. У каснијем периоду рата (396. п. н. е.) био је предат у руке тог деспота, али је вероватно убрзо поново пао у власт Картагињана. То је свакако био један од градова који су обично чинили део лордсхипа острва; године 307. пне. предат је војницима и најамнику Агатоклу, који су склопили мир са Картагињанима када их је њихов вођа у Африци напустио. Током Првог пунског рата још је био потчињен Картагини, а тек после пада Панорма Солунтум је отворио своја врата и Римљанима. Под римском влашћу наставио је да постоји као општински град, али очигледно без великог значаја, јер му је име мало познато, а повремено га помиње и Цицерон. Али још увек га примећују и Плиније Старији и Птоломеј, где је име искривљено написано као Ολουλις), као и каснији итинерери, који га постављају на 12 миља од Панормуса и 12 од Терме. Солунтум је ковао новац у антици. Вероватно је да његово потпуно уништење датира још из времена Сарацена.

## Ископине и остаци
Ископавања су открила значајне остатке античког града, који је у потпуности припадао римском периоду, али много тога још увек није истражено. Трагови два древна пута, поплочана великим каменим блоковима, који су водили до града, још увек се могу пратити, а цео врх Монте Катафано прекривен је фрагментима древних зидова и темеља зграда. Међу њима можемо видети остатке два храма, из којих су откривени неки капители и делови фризова. Архаична оријентална Артемида која седи између лава и пантера налази се у Музеју Палерма, заједно са другим антиквитетима са тог места. Ту је 1857. године пронађен натпис који су грађани подигли у част Фулвије Плаутиле, жене Каракалове. Са изузетком вијугавог пута којим се граду прилазило са југа, улице, упркос неравнинама терена, која је местимично толико стрма да је потребно увести степенице постављене под правим углом и које иду од истока ка западу и од севера ка југу. По правилу су поплочани каменим плочама. Куће су грађене од грубог зида, који је потом малтерисан; за доњи део зидова често се користи природна стена. Једна од највећих од њих, са перистилом.
1911. године, додуше погрешно, названа је гимназија. У близини врха града налазе се цистерне уклесане у стену, а на врху је већа кућа него иначе, са отисцима мозаика и сликама на зидовима. Пронађено је и неколико гробова.